# Bremm
Pour les articles homonymes, voir Bremm (homonymie).
Bremm est une municipalité de l'arrondissement (Landkreis) de Cochem-Zell du Land de Rhénanie-Palatinat, en Allemagne. Elle fait partie de la communauté des communes de Cochem-Land qui compte 16 communes.

## Géographie
Bremm est situé au bord de la Moselle, entre Trèves et Coblence, et est entouré des vignobles du Calmont, qui, avec une pente d'environ 65 degrés, sont les vignobles les plus pentus d'Europe.

## Lieux et monuments
- Couvent de Stuben (XIIe siècle)